# Villa rustica de la Poșta (2)
Villa rustica este situată în intravilanul localității Poșta din județul Tulcea, în partea de sud-vest. 

## Legături exerne
- Roman castra from Romania (includes villae rusticae) - Google Maps / Earth Arhivat în 5 decembrie 2012, la Archive.is